# Sejm pacyfikacyjny 1698
Sejm pacyfikacyjny 1698 – I Rzeczypospolitej został zwołany 3 lutego 1698 roku do Warszawy.
Sejmiki przedsejmowe w województwach odbyły się w kwietniu 1698 roku. Marszałkiem sejmu starej laski był Krzysztof Stanisław Zawisza, starosta miński. Obrady sejmu trwały od 16 do 28 kwietnia 1698 roku.
Miał zapewnić pokój w kraju, gdyż legalność obioru Augusta Mocnego kwestionował rokosz łowicki.
Na sejm przybyło tylko 15 posłów, z których 6 wyszło z protestacją: „Nie zaczynaj, mości panie marszałku, sejmu, nie podnoś laski, bo ten akt jest nullitatis [nicością] i mamy przysięgą stwierdzone instrukcje, żebyśmy ten sejm zaraz zatłumili w kolebce, i na żaden, tylko konny sejm, nie pozwolemy"
Pozorne uspokojenie przyniósł sejm zwyczajny pacyfikacyjny 1699.